# Провулок Стефаника (Київ)
Прову́лок Стефа́ника — зниклий провулок, що існував у Дніпровському районі міста Києва, місцевість Микільська слобідка. Пролягав від Каховської до Лікарняної вулиці.

## Історія
Виник в 1-й половині XX століття (у 1920-ті — на початку 1930-х років) під назвою Лісний провулок. Назву провулок Василя Стефаника набув 1955 року, на честь українського письменника Василя Стефаника. 
Ліквідований 1978 року в зв'язку зі знесенням старої забудови Микільської слобідки.